# Полномочные представители президента Российской Федерации в регионах
Полномочные представители президента Российской Федерации в регионах Российской Федерации — должности в Администрации президента Российской Федерации в 1991—2000 гг. Были введены Президентом Б. Н. Ельциным в августе — сентябре 1991 г. как постоянные представители Президента в республиках в составе РСФСР и представители Президента в краях, областях, автономной области, автономных округах, городах Москве и Ленинграде (с 16 мая 1992 г. — Санкт-Петербург).
В некоторых регионах (большинство республик, несколько автономных округов) полномочные представители были назначены лишь через несколько лет после учреждения этого института, а в трех регионах (Республика Башкортостан, Республика Саха (Якутия), Республика Татарстан) вовсе не назначались.
После принятия Конституции Российской Федерации 1993 г. Президент своим Указом от 10 июня 1994 г. № 1186 постановил назначенных ранее представителей Президента в республиках, краях, областях, городах федерального значения, автономной области, автономных округах считать полномочными представителями Президента в соответствующих субъектах Российской Федерации.
Указом Президента от 9 июля 1997 г. № 696 институт полномочных представителей Президента в субъектах Российской Федерации преобразован в институт полномочных представителей Президента в регионах Российской Федерации.
Указом Президента от 13 мая 2000 г. № 849 институт полномочных представителей Президента в регионах Российской Федерации преобразован в институт полномочных представителей президента в федеральных округах.

## Положения о полномочных представителях
Кроме общих положений, распространявшихся на всех представителей Президента, принимались отдельные положения, определявшие статус полномочных представителей Президента в:
- Чеченской Республике;
- Республике Северная Осетия — Алания и Ингушской Республике;
- Республике Адыгея, Республике Дагестан, Кабардино-Балкарской Республике, Карачаево-Черкесской Республике и Ставропольском крае.

1. Временное положение о представителях Президента РСФСР в краях, областях, автономной области, автономных округах, городах Москве и Ленинграде — утверждено распоряжением Президента от 31 августа 1991 г. № 33-рп, признано утратившим силу Указом Президента от 15 июля 1992 г. № 765.
2. Временное положение о представительствах Президента РСФСР в республиках в составе РСФСР — утверждено распоряжением Президента от 2 сентября 1991 г. № 34-рп (представительства Президента РСФСР в республиках возглавлялись постоянными представителями Президента РСФСР), признано утратившим силу Указом Президента от 17 января 1995 г. № 53.
3. Положение о представителе Президента Российской Федерации в крае, области, автономной области, автономном округе, городах Москве и Санкт-Петербурге — утверждено Указом Президента от 15 июля 1992 г. № 765, признано утратившим силу Указом Президента от 5 февраля 1993 г. № 186.
4. Положение о представителе Президента Российской Федерации в крае, области, автономной области, автономном округе, городах Москве и Санкт-Петербурге — утверждено Указом Президента от 5 февраля 1993 г. № 186, Указом Президента от 17 января 1995 г. № 53 переименовано в Положение о полномочном представителе Президента Российской Федерации в субъекте Российской Федерации, признано утратившим силу Указом Президента от 9 июля 1997 г. № 696.
5. Положение о полномочном представителе Президента Российской Федерации в Чеченской Республике — утверждено Указом Президента от 18 декабря 1994 г. № 2201, признано утратившим силу Указом Президента от 29 августа 1995 г. № 886.
6. Положение о полномочном представителе Президента Российской Федерации в Чеченской Республике утверждено Указом Президента от 29 августа 1995 г. № 886, признано утратившим силу Указом Президента от 17 февраля 2000 г. № 364.
7. Положение о полномочном представителе Президента Российской Федерации в Республике Северная Осетия — Алания и Ингушской Республике — утверждено Указом Президента от 19 октября 1996 г. № 1474, признано утратившим силу Указом Президента от 6 октября 2004 г. № 1285 (до 2004 г., руководствуясь этим Положением, действовали специальный представитель президента по вопросам урегулирования осетино-ингушского конфликта и аппарат-представительство полномочного представителя Президента по вопросам урегулирования осетино-ингушского конфликта).
8. Положение о полномочном представителе Президента Российской Федерации в Республике Адыгея, Республике Дагестан, Кабардино-Балкарской Республике, Карачаево-Черкесской Республике и Ставропольском крае — утверждено Указом Президента от 20 марта 1997 г. № 258, признано утратившим силу Указом Президента от 27 июня 2000 г. № 1192.
9. Положение о полномочном представителе Президента Российской Федерации в регионе Российской Федерации — утверждено Указом Президента от 9 июля 1997 г. № 696, признано утратившим силу Указом Президента от 13 мая 2000 г. № 849.

## Список полномочных представителей
После даты назначения или освобождения от должности (или признания Указа о назначении утратившим силу) стоит номер Указа Президента РСФСР/Российской Федерации, которым было произведено назначение или освобождение от должности.
Полномочный представитель президента в Амурской области Г. А. Никандров был назначен и освобождён от должности распоряжениями Президента.
В некоторых регионах были длительные периоды времени (более года), когда должность представителя Президента оставалась вакантной. Иногда обязанности полномочных представителей возлагались на лиц, занимавших иные государственные или муниципальные должности. В нескольких случаях Президент назначал одного человека своим представителем сразу в нескольких регионах.

### Республика Адыгея
1. Марченко Пётр Петрович, полномочный представитель президента Российской Федерации в Республике Адыгея, Республике Дагестан, Кабардино-Балкарской Республике, Карачаево-Черкесской Республике и Ставропольском крае (30 декабря 1996 г., № 1790 — 15 февраля 1999 г., № 191)
2. Гусарук Руслан Юнусович (16 сентября 1999 г., № 1233 — 29 января 2000 г., № 148; по Указу Президента от 29 января 2000 г. № 149 до вступления в должность вновь избранного Президента Российской Федерации исполнял обязанности полномочного представителя)

### Республика Алтай
1. Пиунов Вячеслав Евгеньевич (18 июня 1997 г., № 622 — 29 января 2000 г., № 169; по Указу Президента от 29 января 2000 г. № 170 до вступления в должность вновь избранного Президента Российской Федерации исполнял обязанности полномочного представителя)

### Республика Бурятия
1. Данилов Борис Васильевич (17 июня 1997 г., № 610 — 29 января 2000 г., № 150; по Указу Президента от 29 января 2000 г. № 151 до вступления в должность вновь избранного Президента Российской Федерации исполнял обязанности полномочного представителя)

### Республика Дагестан
1. Марченко Пётр Петрович, полномочный представитель президента Российской Федерации в Республике Адыгея, Республике Дагестан, Кабардино-Балкарской Республике, Карачаево-Черкесской Республике и Ставропольском крае (30 декабря 1996 г., № 1790 — 15 февраля 1999 г., № 191)
2. Абуев Гасангусейн Магомедович (по Указу Президента от 29 января 2000 г. № 259 до вступления в должность вновь избранного Президента Российской Федерации исполнял обязанности полномочного представителя)

### Ингушская Республика — Республика Ингушетия
1. Костоев Исса Магометович, временный представитель президента Российской Федерации в Ингушской Республике (14 июля 1992 г., № 763 — 22 сентября 1993 г., № 1404)
2. Указом Президента от 22 сентября 1993 г. № 1404 исполнение обязанностей представителя Президента Российской Федерации в Ингушской Республике возложено на главу Временной администрации на территориях Северо-Осетинской ССР и Ингушской Республики
3. Ковалёв Александр Яковлевич, полномочный представитель президента Российской Федерации в Республике Северная Осетия — Алания и Республике Ингушетия (17 сентября 1996 г., № 1360 — 17 декабря 1997 г., № 1309)
4. Каламанов Владимир Авдашевич, полномочный представитель президента Российской Федерации в Республике Северная Осетия — Алания и Республике Ингушетия (17 декабря 1997 г., № 1310 — 22 марта 1999 г., № 375)
5. Кулаковский Алексей Викторович, полномочный представитель президента Российской Федерации в Республике Северная Осетия — Алания и Республике Ингушетия (6 июля 1999 г., № 880 — 29 января 2000 г., № 157; по Указу Президента от 29 января 2000 г. № 158 до вступления в должность вновь избранного Президента Российской Федерации исполнял обязанности полномочного представителя Президента в Республике Ингушетия и Республике Северная Осетия — Алания)

### Кабардино-Балкарская ССР — Кабардино-Балкарская Республика
1. Ахметов Азиратали Нохович (14 ноября 1991 г., № 201 — 4 июля 1994 г., № 1391)
2. Марченко Пётр Петрович, полномочный представитель президента Российской Федерации в Республике Адыгея, Республике Дагестан, Кабардино-Балкарской Республике, Карачаево-Черкесской Республике и Ставропольском крае (30 декабря 1996 г., № 1790 — 15 февраля 1999 г., № 191)
3. Тенов Талостан Аскерханович (по Указу Президента от 29 января 2000 г. № 261 до вступления в должность вновь избранного Президента Российской Федерации исполнял обязанности полномочного представителя)

### Республика Калмыкия
1. Бембетов Вячеслав Анатольевич (28 июля 1995 г., № 770 — 2 марта 1999 г., № 260)
2. Мушкин Геннадий Цагалаевич (28 апреля 1999 г., № 532 — 29 января 2000 г., № 199; по Указу Президента от 29 января 2000 г. № 200 до вступления в должность вновь избранного Президента Российской Федерации исполнял обязанности полномочного представителя)

### Карачаево-Черкесская Республика
1. Марченко Пётр Петрович, полномочный представитель президента Российской Федерации в Республике Адыгея, Республике Дагестан, Кабардино-Балкарской Республике, Карачаево-Черкесской Республике и Ставропольском крае (30 декабря 1996 г., № 1790 — 15 февраля 1999 г., № 191)
2. Заместитель Министра внутренних дел Российской Федерации Голубев Иван Иванович, временно исполняющий обязанности полномочного представителя (18 мая 1999 г., № 610 — 29 января 2000 г., № 275)

### Республика Карелия
1. Ушаков Вячеслав Николаевич (20 марта 1998 г., № 272 — 29 января 2000 г., № 183; по Указу Президента от 29 января 2000 г. № 184 до вступления в должность вновь избранного Президента Российской Федерации исполнял обязанности полномочного представителя)

### Республика Коми
1. Попов Александр Александрович (11 июля 1997 г., № 719 — 29 января 2000 года, № 277; по Указу Президента от 17 февраля 2000 года № 368 до вступления в должность вновь избранного Президента Российской Федерации исполнял обязанности полномочного представителя)

### Республика Марий Эл
1. Попов Анатолий Геннадьевич (20 января 1997 г., № 19 — 29 января 2000 г., № 276)

### Мордовская ССР — Республика Мордовия
1. Конаков Валентин Васильевич (11 октября 1993 г., № 1629 — 29 января 2000 г., № 191; по Указу Президента от 29 января 2000 г. № 192 до вступления в должность вновь избранного Президента Российской Федерации исполнял обязанности полномочного представителя)

### Республика Северная Осетия — Алания
1. Ковалёв Александр Яковлевич, полномочный представитель президента Российской Федерации в Республике Северная Осетия — Алания и Республике Ингушетия (17 сентября 1996 г., № 1360 — 17 декабря 1997 г., № 1309)
2. Каламанов Владимир Авдашевич, полномочный представитель президента Российской Федерации в Республике Северная Осетия — Алания и Республике Ингушетия (17 декабря 1997 г., № 1310 — 22 марта 1999 г., № 375)
3. Кулаковский Алексей Викторович, полномочный представитель президента Российской Федерации в Республике Северная Осетия — Алания и Республике Ингушетия (6 июля 1999 г., № 880 — 29 января 2000 г., № 157; по Указу Президента от 29 января 2000 г. № 158 до вступления в должность вновь избранного Президента Российской Федерации исполнял обязанности полномочного представителя Президента в Республике Ингушетия и Республике Северная Осетия — Алания)

### Республика Тыва
1. Монгуш Калиндуу Чадамбаевич (21 июля 1997 г., № 747 — 29 января 2000 г., № 266)
2. Чернявский Александр Геннадьевич, полномочный представитель президента Российской Федерации в Республике Тыва и Республике Хакасия (30 декабря 1999 г., № 1752 — 29 января 2000 г., № 245)
3. Козлов Михаил Сергеевич (по Указу Президента от 31 января 2000 г. № 293 до вступления в должность вновь избранного Президента Российской Федерации исполнял обязанности полномочного представителя)

### Удмуртская Республика
1. Балакин Виктор Васильевич (16 апреля 1997 г., № 361 — 29 января 2000 г., № 130; по Указу Президента от 29 января 2000 г. № 131 до вступления в должность вновь избранного Президента Российской Федерации исполнял обязанности полномочного представителя)

### Республика Хакасия
1. Стрига Вениамин Анатольевич (29 апреля 1997 г., № 431 — 13 ноября 1998 г., № 1370)
2. Чернявский Александр Геннадьевич, полномочный представитель президента Российской Федерации в Республике Хакасия (с 15 декабря 1998 г., № 1586), полномочный представитель президента Российской Федерации в Республике Тыва и Республике Хакасия (30 декабря 1999 г., № 1752 — 29 января 2000 г., № 245; по Указу Президента от 29 января 2000 г. № 246 до вступления в должность вновь избранного Президента Российской Федерации исполнял обязанности полномочного представителя Президента в Республике Хакасия)

### Чеченская Республика
1. Министр Российской Федерации по делам национальностей и региональной политике Егоров Николай Дмитриевич (30 ноября 1994 г., № 2136 — 29 августа 1995 г., № 886)
2. Первый заместитель председателя правительства Российской Федерации Сосковец Олег Николаевич, временно исполняющий обязанности полномочного представителя (16 февраля 1995 г. № 141 — 29 августа 1995 г., № 886)
3. Секретарь Совета Безопасности Российской Федерации Лобов Олег Иванович (29 августа 1995 г., № 886 — 10 августа 1996 г., № 1150)
4. Секретарь Совета Безопасности Российской Федерации, помощник Президента Российской Федерации по национальной безопасности Лебедь Александр Иванович (10 августа 1996 г., № 1151 — 19 октября 1996 г., № 1463)
5. Секретарь Совета Безопасности Российской Федерации Рыбкин Иван Петрович (19 октября 1996 г., № 1464 — 8 октября 1997 г., № 1097)
6. Власов Валентин Степанович (8 октября 1997 г., № 1098 — 24 июля 1999 г., № 902)

### Чечено-Ингушская ССР
1. Арсанов Ахмет Баудинович, представитель президента РСФСР в Чечено-Ингушской ССР (24 октября 1991 г., № 153 — 13 ноября 1991 г., № 200)

### Чувашская ССР — Чувашская Республика
1. Зайцев Николай Архипович (27 января 1992 г., № 51 — 21 марта 1994 г., № 556)
2. Тимофеев Михаил Сергеевич (15 апреля 1994 г., № 786 — 29 января 2000 г., № 144; по Указу Президента от 29 января 2000 г. № 145 до вступления в должность вновь избранного Президента Российской Федерации исполнял обязанности полномочного представителя)

### Алтайский край
1. Шуба Николай Михайлович (24 сентября 1991 г., № 129 — 21 декабря 1996 г., 1753; 15 июня 1999 г., № 751 — 29 января 2000 г., № 247; по Указу Президента от 29 января 2000 г. № 248 до вступления в должность вновь избранного Президента Российской Федерации исполнял обязанности полномочного представителя)
2. Райфикешт Владимир Фёдорович (21 декабря 1996 г., № 1754 — 15 июня 1999 г., № 750)

### Краснодарский край
1. Тетерин Василий Николаевич (27 августа 1991 г., № 91 — 20 января 1996 г., № 68)
2. Червинский Юрий Евгеньевич (1 апреля 1996 г., № 472 — 28 февраля 1997 г., № 141)
3. Спиридонов Виталий Евгеньевич (28 февраля 1997 г., № 142 — 2 марта 1999 г., № 259)
4. Темников Вячеслав Иванович (29 ноября 1999 г., № 1586 — 29 января 2000 г., № 179; по Указу Президента от 29 января 2000 г. № 180 до вступления в должность вновь избранного Президента Российской Федерации исполнял обязанности полномочного представителя)

### Красноярский край
1. Москвич Юрий Николаевич (с 24 августа 1991 г., № 87, Указом Президента от 20 августа 1996 г. № 1219 дополнительно возложены обязанности полномочного представителя Президента Российской Федерации в Таймырском (Долгано-Ненецком) и Эвенкийском автономных округах, Указом Президента от 16 августа 1998 г. № 979 освобожден от должности полномочного представителя Президента Российской Федерации в Красноярском крае, Таймырском (Долгано-Ненецком) и Эвенкийском автономных округах)
2. Казаков Валерий Николаевич, полномочный представитель президента Российской Федерации в Красноярском крае, Таймырском (Долгано-Ненецком) и Эвенкийском автономных округах (16 августа 1998 г., № 980 — 29 января 2000 г., № 152; по Указу Президента от 29 января 2000 г. № 260 до вступления в должность вновь избранного Президента Российской Федерации исполнял обязанности полномочного представителя Президента в Красноярском крае)

### Приморский край
1. Бутов Валерий Павлович (24 октября 1991 г., № 155 — 4 января 1994 г. № 3)
2. Игнатенко Владимир Александрович (25 января 1994 г., № 205 — 23 мая 1997 г., № 521)
3. Начальник Управления Федеральной службы безопасности Российской Федерации по Приморскому краю Кондратов Виктор Евгеньевич (23 мая 1997 г., № 522 — 20 февраля 1999 г., № 231)
4. Кузов Валентин Александрович (22 октября 1999 г., № 1423 — 29 января 2000 г., № 209; по Указу Президента от 29 января 2000 г. № 210 до вступления в должность вновь избранного Президента Российской Федерации исполнял обязанности полномочного представителя)

### Ставропольский край
1. Кулаковский Алексей Викторович (5 октября 1991 г., № 138 — 23 мая 1996 г., № 766)
2. Попов Сергей Петрович (9 сентября 1996 г., № 1334 — 30 декабря 1996 г., № 1789)
3. Марченко Пётр Петрович, полномочный представитель президента Российской Федерации в Республике Адыгея, Республике Дагестан, Кабардино-Балкарской Республике, Карачаево-Черкесской Республике и Ставропольском крае (30 декабря 1996 г., № 1790 — 15 февраля 1999 г., № 191)
4. Коробейников Александр Владимирович (28 июня 1999 г., № 846 — 29 января 2000 г., № 138; по Указу Президента от 29 января 2000 г. № 139 до вступления в должность вновь избранного Президента Российской Федерации исполнял обязанности полномочного представителя)

### Хабаровский край
1. Десятов Владимир Михайлович (24 августа 1991 г., № 87 — 18 ноября 1993 г., № 1929)
2. Евтушенко Кондрат Михайлович (27 декабря 1993 г., № 2294 — 29 января 2000 г., № 136; по Указу Президента от 29 января 2000 г. № 137 до вступления в должность вновь избранного Президента Российской Федерации исполнял обязанности полномочного представителя)

### Амурская область
1. Захаров Андрей Александрович (24 сентября 1991 г., № 129 — 30 ноября 1992 г., № 1488)
2. Никандров Григорий Алексеевич (8 мая 1993 г., № 316-рп — 10 февраля 1996 г., № 58-рп)
3. Гордеев Александр Владимирович (9 апреля 1996 г., № 504 — 27 октября 1996 г., № 1494)
4. Вощевоз Валерий Васильевич (13 ноября 1996 г., № 1542 — 29 января 2000 г., № 241; по Указу Президента от 29 января 2000 г. № 242 до вступления в должность вновь избранного Президента Российской Федерации исполнял обязанности полномочного представителя)

### Архангельская область
1. Кримнус Валерий Самуилович (16 октября 1991 г., № 144 — 1 апреля 1996 г., № 463)
2. Поздеев Павел Григорьевич (12 апреля 1996 г., № 533 — 27 октября 1996 г., № 1495)
3. Белогубова Марина Николаевна (14 декабря 1996 г., № 1683 — 29 января 2000 г., № 229; по Указу Президента от 29 января 2000 г. № 230 до вступления в должность вновь избранного Президента Российской Федерации исполняла обязанности полномочного представителя)

### Астраханская область
1. Адров Валерий Михайлович (24 августа 1991 г., № 87 — 29 января 2000 г., № 268)
2. Родненко Ирина Васильевна (по Указу Президента от 17 февраля 2000 г. № 371 до вступления в должность вновь избранного Президента Российской Федерации исполняла обязанности полномочного представителя)

### Белгородская область
1. Мелентьев Николай Иванович (24 сентября 1991 г., № 129 — 29 ноября 1993 г., № 2010)
2. Кисин Сергей Николаевич (29 ноября 1993 г., № 2010 — 29 января 2000 г., № 265)
3. Кузнецов Борис Сергеевич, полномочный представитель президента Российской Федерации в Белгородской и Воронежской областях (29 ноября 1999 г., № 1573 — 29 января 2000 г., № 257)
4. Герасименко Владимир Яковлевич (по Указу Президента от 31 января 2000 г. № 292 до вступления в должность вновь избранного Президента Российской Федерации исполнял обязанности полномочного представителя)

### Брянская область
1. Барабанов Владимир Александрович (5 октября 1991 г., № 138 — 10 февраля 1992 г., № 135; 26 сентября 1993 г., № 1459 — 9 января 1996 г., № 19)
2. Игнатков Николай Викторович (10 февраля 1992 г., № 135 — 26 сентября 1993 г., № 1459)
3. Компанцев Виктор Иванович (9 апреля 1996 г., № 505 — 24 декабря 1996 г., № 1757)
4. Гайдуков Владимир Ильич (7 августа 1997 г., № 833 — 29 января 2000 г., № 243; по Указу Президента от 29 января 2000 г. № 244 до вступления в должность вновь избранного Президента Российской Федерации исполнял обязанности полномочного представителя)

### Владимирская область
1. Егоров Николай Сергеевич (24 августа 1991 г., № 87 — 25 октября 1996 г., № 1491)
2. Соколов Сергей Николаевич (4 марта 1997 г., № 186 — 29 января 2000 г., № 177; по Указу Президента от 29 января 2000 г. № 178 до вступления в должность вновь избранного Президента Российской Федерации исполнял обязанности полномочного представителя)

### Волгоградская область
1. Кузнецов Евгений Степанович (24 августа 1991 г., № 87 — 9 апреля 1997 г., № 316)
2. Медведев Юрий Митрофанович (21 апреля 1997 г., № 392 — 3 февраля 1998 г., № 128)
3. Семергей Леонид Васильевич (2 марта 1999 г., № 257 — 29 января 2000 г., № 175; по Указу Президента от 29 января 2000 г. № 176 до вступления в должность вновь избранного Президента Российской Федерации исполнял обязанности полномочного представителя)

### Вологодская область
1. Судаков Гурий Васильевич (16 октября 1991 г., № 144 — 25 ноября 1995 г., № 1181)
2. Пеганов Николай Николаевич (10 февраля 1996 г., № 171 — 11 декабря 1996 г., № 1676)
3. Титов Алексей Алексеевич (12 февраля 1997 г., № 101 — 29 января 2000 г., № 249; по Указу Президента от 29 января 2000 г. № 250 до вступления в должность вновь избранного Президента Российской Федерации исполнял обязанности полномочного представителя)

### Воронежская область
1. Давыдкин Виктор Алексеевич (24 сентября 1991 г., № 129 — 29 декабря 1993 г., № 2316)
2. Кузнецов Борис Сергеевич, полномочный представитель президента Российской Федерации в Воронежской области (с 31 января 1994 г., № 230), полномочный представитель президента Российской Федерации в Белгородской и Воронежской областях (29 ноября 1999 г., № 1573 — 29 января 2000 г., № 257; по Указу Президента от 29 января 2000 г. № 258 до вступления в должность вновь избранного Президента Российской Федерации исполнял обязанности полномочного представителя Президента в Воронежской области)

### Горьковская область — Нижегородская область
1. Немцов Борис Ефимович (27 августа 1991 г., № 91 — 18 апреля 1994 г., № 793)
2. Крестьянинов Евгений Владимирович (18 апреля 1994 г., № 794 — 26 апреля 1997 г., № 410)
3. Лебедев Юрий Исакович (22 июля 1997 г., № 751 — 4 апреля 1998 г., № 342)
4. Косариков Александр Николаевич (24 апреля 1998 г., № 439 — 29 января 2000 г., № 264)

### Ивановская область
1. Толмачев Владимир Ильич (24 августа 1991 г., № 87 — 29 января 2000 г., № 181; по Указу Президента от 29 января 2000 г. № 182 до вступления в должность вновь избранного Президента Российской Федерации исполнял обязанности полномочного представителя)

### Иркутская область
1. Широбоков Игорь Иннокентьевич (24 сентября 1991 г., № 129 — 13 августа 1997 г., № 874)
2. Суворов Александр Адамович (7 ноября 1997 г., № 1170 — 29 января 2000 г., № 173; по Указу Президента от 29 января 2000 г. № 174 до вступления в должность вновь избранного Президента Российской Федерации исполнял обязанности полномочного представителя)

### Калининградская область
1. Полуэктова Тамара Александровна (5 октября 1991 г., № 138 — 9 июля 1997 г., № 698)
2. Орлов Александр Владимирович (11 августа 1997 г., № 858 — 29 января 2000 г., № 167; по Указу Президента от 29 января 2000 г. № 168 до вступления в должность вновь избранного Президента Российской Федерации исполнял обязанности полномочного представителя)

### Калужская область
1. Савченко Олег Витальевич (24 сентября 1991 г., № 129 — 6 мая 1996 г., № 652)
2. Минаков Анатолий Иванович (20 сентября 1996 г., № 1385 — 19 мая 1999 г., № 615)
3. Моисеев Евгений Фёдорович (1 ноября 1999 г., № 1466 — 29 января 2000 г., № 201; по Указу Президента от 29 января 2000 г. № 202 до вступления в должность вновь избранного Президента Российской Федерации исполнял обязанности полномочного представителя)

### Камчатская область
1. Сидорчук Игорь Андреевич (24 сентября 1991 г., № 129 — 6 июля 1998 г., № 807)
2. Болтенко Владимир Васильевич (11 сентября 1998 г., № 1068 — 29 января 2000 г., № 274)
3. Липаков Евгений Леонидович (по Указу Президента от 17 февраля 2000 г. № 369 до вступления в должность вновь избранного Президента Российской Федерации исполнял обязанности полномочного представителя)

### Кемеровская область
1. Малыхин Анатолий Владимирович (24 августа 1991 г., № 87 — 26 сентября 1997 г., № 1060)
2. Белорус Валерий Григорьевич (28 января 1998 г., № 94 — 29 января 2000 г., № 273)
3. Приезжев Александр Сергеевич (по Указу Президента от 10 марта 2000 г. № 480 до вступления в должность вновь избранного Президента Российской Федерации исполнял обязанности полномочного представителя)

### Кировская область
1. Сумароков Вениамин Михайлович (24 сентября 1991 г., № 129 — 11 декабря 1996 г., № 1678)
2. Мартьянов Николай Алексеевич (26 декабря 1996 г., № 1771 — 29 января 2000 г., № 205; по Указу Президента от 29 января 2000 г. № 206 до вступления в должность вновь избранного Президента Российской Федерации исполнял обязанности полномочного представителя)

### Костромская область
1. Литвинов Юрий Алексеевич (27 августа 1991 г., № 91 — 28 февраля 1997 г., № 143)
2. Бабенков Леонорий Никитич (21 апреля 1997 г., № 393 — 29 января 2000 г., № 128; по Указу Президента от 29 января 2000 г. № 129 до вступления в должность вновь избранного Президента Российской Федерации исполнял обязанности полномочного представителя)

### Курганская область
1. Гранкин Вениамин Егорович (25 октября 1991 г., № 159 — 18 ноября 1993 г., № 1931)
2. Давыдов Николай Васильевич (27 декабря 1993 г., № 2295 — 10 февраля 1997 г., № 90)
3. Жигачев Анатолий Кузьмич (11 апреля 1997 г., № 338 — 29 января 2000 г., № 221; по Указу Президента от 29 января 2000 г. № 222 до вступления в должность вновь избранного Президента Российской Федерации исполнял обязанности полномочного представителя)

### Курская область
1. Куренинов Александр Александрович (5 октября 1991 г., № 138 — 13 января 1996 г., № 40)
2. Суржиков Виктор Петрович (13 апреля 1996 г., № 539 — 30 марта 1998 г., № 323)
3. Башкеев Леонид Егорович (15 августа 1998 г., № 973 — 29 января 2000 г., № 272; по Указу Президента от 17 февраля 2000 г. № 367 до вступления в должность вновь избранного Президента Российской Федерации исполнял обязанности полномочного представителя)

### Ленинградская область
1. Яров Юрий Фёдорович, представитель президента РСФСР по г. Ленинграду и Ленинградской области (30 сентября 1991 г., № 137 — 6 ноября 1991 г., № 172[4])
2. Представитель президента Российской Федерации в г. Санкт-Петербурге Цыпляев Сергей Алексеевич (3 сентября 1992 г., № 1047 — 25 мая 1993 г., № 775)
3. Шкруднев Фёдор Дмитриевич (25 мая 1993 г., № 775 — 17 марта 1999 г., № 424)
4. Полтавченко Георгий Сергеевич (5 июля 1999 г., № 868 — 29 января 2000 г., № 171; по Указу Президента от 29 января 2000 г. № 172 до вступления в должность вновь избранного Президента Российской Федерации исполнял обязанности полномочного представителя)

### Липецкая область
1. Касымов Равиль Ахмедович (24 сентября 1991 г., № 129 — 1 июля 1994 г., № 1388)
2. Ларин Анатолий Николаевич (21 июля 1994 г., № 1533 — 29 января 2000 г., № 207; по Указу Президента от 29 января 2000 г. № 208 до вступления в должность вновь избранного Президента Российской Федерации исполнял обязанности полномочного представителя)

### Магаданская область
1. Петрищев Сергей Сергеевич (5 октября 1991 г., № 138 — 30 декабря 1999 г., № 1756)
2. Дудов Николай Николаевич (30 декабря 1999 г., № 1757 — 29 января 2000 г., № 225; по Указу Президента от 29 января 2000 г. № 226 до вступления в должность вновь избранного Президента Российской Федерации исполнял обязанности полномочного представителя)

### Московская область
1. Попов Гавриил Харитонович, представитель президента РСФСР по г. Москве и Московской области (26 августа 1991 г., № 88 — 6 ноября 1991 г., № 172[5])
2. Веретенников Геннадий Владимирович (11 декабря 1991 г., № 264 — 25 марта 1993 г., № 397; распоряжением Президента от 9 августа 1993 г. № 557-рп до назначения представителя Президента в Московской области Веретенникову Г. В. — начальнику Управления Администрации Президента Российской Федерации по работе с территориями, представителями Президента Российской Федерации, связям с Верховным Советом Российской Федерации поручено представлять Президента на территории Московской области; 13 сентября 1993 г., № 1362 — 29 января 2000 г., № 239; по Указу Президента от 29 января 2000 г. № 240 до вступления в должность вновь избранного Президента Российской Федерации исполнял обязанности полномочного представителя)

### Мурманская область
1. Меньшиков Иван Иванович (24 сентября 1991 г., № 129 — 29 января 2000 г., № 163; по Указу Президента от 29 января 2000 г. № 164 до вступления в должность вновь избранного Президента Российской Федерации исполнял обязанности полномочного представителя)

### Новгородская область
1. Кузнецов Анатолий Михайлович (24 сентября 1991 г., № 129 — 18 января 1994 г., № 164)
2. Дягилев Михаил Семёнович (8 февраля 1994 г., № 252 — 12 октября 1998 г., № 1217)
3. Чистяков Владимир Владимирович (2 марта 1999 г., № 258 — 29 января 2000 г., № 195; по Указу Президента от 29 января 2000 г. № 196 до вступления в должность вновь избранного Президента Российской Федерации исполнял обязанности полномочного представителя)

### Новосибирская область
1. Манохин Анатолий Николаевич (24 августа 1991 г., № 87 — 13 января 1996 г., № 42)
2. Шмидт Игорь Викторович (9 апреля 1996 г., № 507 — 29 января 2000 г., № 189; по Указу Президента от 29 января 2000 г. № 190 до вступления в должность вновь избранного Президента Российской Федерации исполнял обязанности полномочного представителя)

### Омская область
1. Минжуренко Александр Васильевич (27 августа 1991 г., № 91 — 31 января 1994 г., № 229; 9 апреля 1996 г., № 506 — 29 января 2000 г., № 203; по Указу Президента от 29 января 2000 г. № 204 до вступления в должность вновь избранного Президента Российской Федерации исполнял обязанности полномочного представителя)
2. Тюльков Борис Васильевич (17 февраля 1994 г., № 326 — 9 марта 1996 г., № 350)

### Оренбургская область
1. Шаповаленко Владислав Александрович (24 августа 1991 г., № 87 — 29 января 2000 г., № 263; по Указу Президента от 31 января 2000 г. № 290 до вступления в должность вновь избранного Президента Российской Федерации исполнял обязанности полномочного представителя)

### Орловская область
1. Евдокимов Валерий Иосифович (5 октября 1991 г., № 138 — 23 апреля 1993 г., № 487)
2. Юдин Николай Павлович (5 июля 1993 г., № 990 — 8 ноября 1994 г., № 2069)
3. Мерцалов Анатолий Александрович (17 февраля 1995 г., № 152 — 29 января 2000 г., № 165; по Указу Президента от 29 января 2000 г. № 166 до вступления в должность вновь избранного Президента Российской Федерации исполнял обязанности полномочного представителя)

### Пензенская область
1. Дидиченко Георгий Иванович (27 августа 1991 г., № 91 — 18 ноября 1993 г., № 1930)
2. Кудинов Игорь Александрович (17 декабря 1993 г., № 2174 — 29 января 2000 г., № 213; по Указу Президента от 29 января 2000 г. № 214 до вступления в должность вновь избранного Президента Российской Федерации исполнял обязанности полномочного представителя)

### Пермский край
1. Калягин Сергей Борисович (5 октября 1991 г., № 138 — 28 февраля 1997 г., № 144)
2. Зайцев Геннадий Александрович (4 марта 1997 г., № 185 — 29 января 2000 г., № 219; по Указу Президента от 29 января 2000 г. № 220 до вступления в должность вновь избранного Президента Российской Федерации исполнял обязанности полномочного представителя)

### Псковская область
1. Хритоненков Дмитрий Константинович (24 октября 1991 г., № 155 — 29 января 2000 г., № 193; по Указу Президента от 29 января 2000 г. № 194 до вступления в должность вновь избранного Президента Российской Федерации исполнял обязанности полномочного представителя)

### Ростовская область
1. Зубков Владимир Николаевич (27 августа 1991 г., № 91 — 16 декабря 1994 г., № 2182)
2. Усачев Виктор Васильевич (6 января 1995 г., № 12 — 29 января 2000 г., № 185; по Указу Президента от 29 января 2000 г. № 186 до вступления в должность вновь избранного Президента Российской Федерации исполнял обязанности полномочного представителя)

### Рязанская область
1. Молотков Николай Васильевич (24 августа 1991 г., № 87 — 4 декабря 1996 г., № 1621)
2. Меркулов Геннадий Константинович (17 марта 1997 г., № 238 — 29 января 2000 г., № 270)
3. Начальник Управления Федеральной службы безопасности Российской Федерации по Рязанской области Сергеев Александр Васильевич (по Указу Президента от 7 февраля 2000 г. № 317 до вступления в должность вновь избранного Президента Российской Федерации исполнял обязанности полномочного представителя)

### Самарская область
1. Федоров Антон Юрьевич (24 сентября 1991 г., № 129 — 23 апреля 1993 г., № 486)
2. Бородулин Юрий Михайлович (17 января 1994 г., № 157 — 29 января 2000 г., № 231)
3. Когтев Андрей Викторович (по Указу Президента от 29 января 2000 г. № 232 до вступления в должность вновь избранного Президента Российской Федерации исполнял обязанности полномочного представителя)

### Саратовская область
1. Головачев Владимир Георгиевич (24 августа 1991 г., № 87 — 21 февраля 1996 г., № 223)
2. Камшилов Пётр Петрович (20 мая 1996 г., № 738 — 19 марта 1999 г., № 366)
3. Дурнов Александр Васильевич (12 ноября 1999 г., № 1493 — 29 января 2000 г., № 134; по Указу Президента от 29 января 2000 г. № 135 до вступления в должность вновь избранного Президента Российской Федерации исполнял обязанности полномочного представителя — до 26 апреля 2000 г., № 732)

### Сахалинская область
1. Гулий Виталий Валентинович (3 сентября 1991 г., № 100 — 30 сентября 1993 г., № 1509)
2. Каморник Виктор Николаевич (15 октября 1993 г., № 1635 — 29 января 2000 г., № 155)
3. Никулин Юрий Георгиевич (по Указу Президента от 29 января 2000 г. № 156 до вступления в должность вновь избранного Президента Российской Федерации исполнял обязанности полномочного представителя)

### Свердловская область
1. Машков Виталий Владимирович (24 сентября 1991 г., № 129 — 2 июля 1997 г., № 673)
2. Брусницын Юрий Александрович (30 марта 1998 г., № 320 — 29 января 2000 г., № 132; по Указу Президента от 29 января 2000 г. № 133 до вступления в должность вновь избранного Президента Российской Федерации исполнял обязанности полномочного представителя — до 6 марта 2000 г., № 469)

### Смоленская область
1. Семенов Михаил Игоревич (16 октября 1991 г., № 144 — 5 июня 1992 г., № 556)
2. Маноим Александр Иосифович (18 февраля 1993 г., № 233 — 13 января 1996 г., № 41)
3. Тимошенков Виктор Николаевич (22 февраля 1996 г., № 266 — 29 января 2000 г., № 255; по Указу Президента от 29 января 2000 г. № 256 до вступления в должность вновь избранного Президента Российской Федерации исполнял обязанности полномочного представителя — до 5 мая 2000 г., № 797)

### Тамбовская область
1. Давитулиани Валентин Владимирович (24 августа 1991 г., № 87 — 3 марта 1994 г., № 445)
2. Дроков Станислав Алексеевич (29 марта 1994 г., № 599 — 4 ноября 1996 г., № 1527)
3. Мэр Тамбова Коваль Валерий Николаевич (4 ноября 1996 г., № 1528 — умер 11 февраля 1998 г.)
4. Бетин Олег Иванович (11 мая 1998 г., № 527 — 18 января 2000 г., № 69)
5. Пучнин Владимир Михайлович (по Указу Президента от 29 января 2000 г. № 262 до вступления в должность вновь избранного Президента Российской Федерации исполнял обязанности полномочного представителя)

### Тверская область
1. Брагин Вячеслав Иванович (3 сентября 1991 г., № 100 — 16 февраля 1992 г., № 142)
2. Белов Виктор Иванович (16 февраля 1992 г., № 142 — 20 декабря 1996 г., № 1747)
3. Карякина Тамара Терентьевна (28 февраля 1997 г., № 140 — 29 января 2000 г., № 217; по Указу Президента от 29 января 2000 г. № 218 до вступления в должность вновь избранного Президента Российской Федерации исполняла обязанности полномочного представителя)

### Томская область
1. Сулакшин Степан Степанович (3 сентября 1991 г., № 100 — 4 января 1994 г., № 9)
2. Кобзев Анатолий Васильевич (назначен Указом Президента от 11 января 1994 г. № 73 — исполнение Указа было приостановлено, фактически в должность не вступил)
3. Феденев Александр Михайлович (14 июня 1994 г., № 1227 — 17 декабря 1997 г., № 1296)
4. Жидких Владимир Александрович (6 февраля 1998 г., № 139 — 18 октября 1999 г., № 1391)
5. Дронников Александр Михайлович (27 октября 1999 г., № 1452 — 29 января 2000 г., № 223; по Указу Президента от 29 января 2000 г. № 224 до вступления в должность вновь избранного Президента Российской Федерации исполнял обязанности полномочного представителя)

### Тульская область
1. Кузнецов Виктор Георгиевич (16 октября 1991 г., № 144 — 29 января 2000 г., № 211; по Указу Президента от 29 января 2000 г. № 212 до вступления в должность вновь избранного Президента Российской Федерации исполнял обязанности полномочного представителя)

### Тюменская область
1. Селезнев Станислав Витальевич (24 августа 1991 г., № 87 — 18 февраля 1993 г., № 231)
2. Щербаков Геннадий Александрович (25 марта 1993 г., № 398 — 29 января 2000 г., № 187; по Указу Президента от 29 января 2000 г. № 188 до вступления в должность вновь избранного Президента Российской Федерации исполнял обязанности полномочного представителя)

### Ульяновская область
1. Ступников Георгий Иванович (16 октября 1991 г., № 144 — 23 декабря 1994 г., № 2207)
2. Сараев Борис Андреевич (24 января 1995 г., № 66 — 18 июня 1997 г., № 621)
3. Сычев Валерий Александрович (31 июля 1997 г., № 812 — 29 января 2000 г., № 253; по Указу Президента от 29 января 2000 г. № 254 до вступления в должность вновь избранного Президента Российской Федерации исполнял обязанности полномочного представителя)

### Челябинская область
1. Селезнев Владимир Валентинович (5 октября 1991 г., № 138 — 4 марта 1997 г., № 184)
2. Христенко Виктор Борисович (19 марта 1997 г., № 256 — 30 июня 1997 г., № 649)
3. Суденков Николай Родионович (11 июля 1997 г., № 718 — 29 января 2000 г., № 197; по Указу Президента от 29 января 2000 г. № 198 до вступления в должность вновь избранного Президента Российской Федерации исполнял обязанности полномочного представителя)

### Читинская область
1. Самойлов Сергей Николаевич (3 сентября 1991 г., № 100 — 23 апреля 1993 г., № 485)
2. Мельников Владимир Ильич (24 июня 1993 г., № 954 — 29 января 2000 г., № 161; по Указу Президента от 29 января 2000 г. № 162 до вступления в должность вновь избранного Президента Российской Федерации исполнял обязанности полномочного представителя)

### Ярославская область
1. Варухин Владимир Геннадьевич (24 августа 1991 г., № 87 — 29 декабря 1994 г., № 2232)
2. Зараменский Игорь Афанасьевич (17 февраля 1995 г., № 153 — 25 сентября 1999 г., № 1267)
3. Быков Геннадий Степанович (25 сентября 1999 г., № 1268 — 29 января 2000 г., № 235; по Указу Президента от 29 января 2000 г. № 236 до вступления в должность вновь избранного Президента Российской Федерации исполнял обязанности полномочного представителя)

### город Ленинград — Санкт-Петербург
1. Яров Юрий Фёдорович, представитель президента РСФСР по г. Ленинграду и Ленинградской области (30 сентября 1991 г., № 137 — 6 ноября 1991 г., № 172[4])
2. Цыпляев Сергей Алексеевич (31 августа 1992 г., № 1035 — 29 января 2000 г., № 227), с 23 февраля 1994 г. по 29 января 2000 г. также являлся полномочным представителем Президента Российской Федерации в Межпарламентской Ассамблее государств-участников Содружества Независимых Государств
3. Беспалов Александр Дмитриевич (по Указу Президента от 29 января 2000 г. № 228 до вступления в должность вновь избранного Президента Российской Федерации исполнял обязанности полномочного представителя)

### город Москва
1. Попов Гавриил Харитонович, представитель президента РСФСР по г. Москве и Московской области (26 августа 1991 г., № 88 — 6 ноября 1991 г., № 172[5])
2. Комчатов Владимир Фёдорович (14 декабря 1991 г., № 275 — 29 января 2000 г., № 215; по Указу Президента от 29 января 2000 г. № 216 до вступления в должность вновь избранного Президента Российской Федерации исполнял обязанности полномочного представителя)

### Еврейская автономная область
1. Нехин Иосиф Давыдович (25 октября 1991 г., № 159 — 29 января 2000 г., № 269)
2. Синюков Алексей Тимофеевич (по Указу Президента от 17 февраля 2000 г. № 370 до вступления в должность вновь избранного Президента Российской Федерации исполнял обязанности полномочного представителя)

### Агинский Бурятский автономный округ
1. Будаев Даши-Доржи (9 сентября 1995 г., № 919 — 29 января 2000 г., № 233; по Указу Президента от 29 января 2000 г. № 234 до вступления в должность вновь избранного Президента Российской Федерации исполнял обязанности полномочного представителя)

### Коми-Пермяцкий автономный округ
1. Делидов Вячеслав Николаевич (5 ноября 1991 г., № 168 — 4 июля 1997 г., № 678)
2. Рычков Виктор Васильевич (18 декабря 1997 г., № 1333 — 29 января 2000 г., № 142; по Указу Президента от 29 января 2000 г. № 143 до вступления в должность вновь избранного Президента Российской Федерации исполнял обязанности полномочного представителя)

### Корякский автономный округ
1. Ойнвид Григорий Михайлович (5 ноября 1991 г., № 168 — 1 марта 1996 г., № 296)
2. Мешалкин Андрей Борисович (12 февраля 1997 г., № 102 — 29 января 2000 г., № 140; по Указу Президента от 29 января 2000 г. № 141 до вступления в должность вновь избранного Президента Российской Федерации исполнял обязанности полномочного представителя)

### Ненецкий автономный округ
1. Выучейский Александр Иванович (25 октября 1991 г., № 159 — 26 февраля 1993 г., № 281)
2. Попов Сергей Александрович (21 июня 1995 г., № 613 — 29 января 2000 г., № 251; по Указу Президента от 29 января 2000 г. № 252 до вступления в должность вновь избранного Президента Российской Федерации исполнял обязанности полномочного представителя)

### Таймырский (Долгано-Ненецкий) автономный округ
1. Москвич Юрий Николаевич, полномочный представитель президента Российской Федерации в Красноярском крае (Указом Президента от 20 августа 1996 г., № 1219 дополнительно возложены обязанности полномочного представителя Президента Российской Федерации в Таймырском (Долгано-Ненецком) и Эвенкийском автономных округах — 16 августа 1998 г., № 979)
2. Казаков Валерий Николаевич, полномочный представитель президента Российской Федерации в Красноярском крае, Таймырском (Долгано-Ненецком) и Эвенкийском автономных округах (16 августа 1998 г., № 980 — 29 января 2000 г., № 152)
3. Шустров Дмитрий Николаевич (по Указу Президента от 29 января 2000 г. № 154 до вступления в должность вновь избранного Президента Российской Федерации исполнял обязанности полномочного представителя)

### Усть-Ордынский Бурятский автономный округ
1. Имедоев Павел Михайлович (24 сентября 1991 г., № 129 — 16 апреля 1997 г., № 362)
2. Модонов Виктор Борисович (28 апреля 1997 г., № 423 — 15 июня 1999 г., № 752)
3. Холодов Николай Владимирович (15 июня 1999 г., № 753 — 29 января 2000 г., № 146; по Указу Президента от 29 января 2000 г. № 147 до вступления в должность вновь избранного Президента Российской Федерации исполнял обязанности полномочного представителя)

### Ханты-Мансийский автономный округ
1. Айпин Еремей Данилович (16 февраля 1992 г., № 143 — 11 января 1994 г., № 74)
2. Куриков Владимир Михайлович (10 августа 1994 г., № 1675 — 29 января 2000 г., № 271; по Указу Президента от 31 января 2000 г. № 291 до вступления в должность вновь избранного Президента Российской Федерации исполнял обязанности полномочного представителя)

### Чукотский автономный округ
1. Ерегин Юрий Анатольевич (18 октября 1991 г., № 145 — 15 января 1996 г., № 49)
2. Ващенко Павел Михайлович (7 февраля 1996 г., № 162 — 29 января 2000 г., № 237; по Указу Президента от 29 января 2000 г. № 238 до вступления в должность вновь избранного Президента Российской Федерации исполнял обязанности полномочного представителя)

### Эвенкийский автономный округ
1. Москвич Юрий Николаевич, полномочный представитель президента Российской Федерации в Красноярском крае (Указом Президента от 20 августа 1996 г., № 1219 дополнительно возложены обязанности полномочного представителя Президента Российской Федерации в Таймырском (Долгано-Ненецком) и Эвенкийском автономных округах — 16 августа 1998 г., № 979)
2. Казаков Валерий Николаевич, полномочный представитель президента Российской Федерации в Красноярском крае, Таймырском (Долгано-Ненецком) и Эвенкийском автономных округах (16 августа 1998 г., № 980 — 29 января 2000 г., № 152)
3. Однолько Владимир Тимофеевич (по Указу Президента от 29 января 2000 г. № 153 до вступления в должность вновь избранного Президента Российской Федерации исполнял обязанности полномочного представителя)

### Ямало-Ненецкий автономный округ
1. Яр Сергей Пиякович (18 октября 1991 г., № 145 — 29 мая 1995 г., № 541)
2. Ямкин Мирон Александрович (21 июня 1995 г., № 614 — 22 ноября 1997 г., № 1257)
3. Ломакин Сергей Иванович (1 мая 1998 г., № 485 — 29 января 2000 г., № 159; по Указу Президента от 29 января 2000 г. № 160 до вступления в должность вновь избранного Президента Российской Федерации исполнял обязанности полномочного представителя)